# Канимех
Канимех (узб. Konimex/Конимех) — городской посёлок Навоийской области Узбекистана, административный центр Канимехского района. Посёлок расположен в 7 км от одноимённой железнодорожной станции (на линии Навои — Учкудук).
Статус посёлка городского типа — с 1935 года. До 1964 года носил название Кенимех.

## Население
| 1959 | 1970 | 1979 | 1989 |
| ---- | ---- | ---- | ---- |
| 4842 | 4306 | 5861 | 7750 |

## Достопримечательности
По случаю 30-летия независимости Узбекистана в Канимехском районе Навоийской области открылась мечеть «Мих ота», рассчитанная на прием более тысячи молящихся.